# Айзенман, Питер
Пи́тер Айзенма́н (Эйзенман) (англ. Peter Eisenman; род. 11 августа 1932, Ньюарк, штат Нью-Джерси) — американский архитектор, автор многочисленных монографий и статей, профессор архитектуры, один из основоположников архитектурного деконструктивизма.

## Биография
Происходит из еврейской семьи. Архитектурное образование П. Айзенман получил в Корнеллском университете (бакалавр архитектуры); в Высшей школе архитектуры Колумбийского университета (магистр архитектуры); а также защитил диссертацию в Кембридже.
В 1967 году Айзенман основал Институт исследования архитектуры и градостроительства (Institute for Architecture and Urban Studies — IAUS), которым руководил до 1982 года. В разное время П. Айзенман преподавал в Купер Юнион, Принстонском и Йельском университетах, он был учителем Даниэля Либескинда, из его архитектурного бюро вышли лидеры «блобмейстеров» — Грег Линн (англ. Greg Lynn), Джеф Кипнис (англ. Jeff Kipnis), Марк Уигли (англ. Mark Wigley), Сэнфорд Квинтер (англ. Sanford Kwinter).

## Творческий путь
В начале своего творческого пути Питер Айзенман входил в состав «нью-йоркской пятёрки» (также группа известна как «пятеро белых»), в которую помимо него входили: Чарльз Гуотми (Charles Gwathmey), Джон Хейдак (англ. John Hejduk), Ричард Мейер и Майкл Грейвз (англ. Michael Graves). Группа была организована по итогам конференции, посвящённой проблемам изучения окружающей градостроительной среды, проведённой в музее современного искусство (англ. MOMA) в 1969 году. Работы группы представляли т. н. нью-йоркскую архитектурную школу. В этот период Айзенман работает с геометрическими абстрактными композициями и творческим наследием Ле Корбюзье.

### Кризис 1978 года
С этого периода П. Айзенман отходит от сугубо рационалистических поисков и переходит в область иррационального. Внешним событием, спровоцировавшим этот перелом, оказался курс лечения Айзенмана у психоаналитика. «Именно тогда я начал путешествовать по своему подсознанию. Уходить в самоанализ и всё меньше ориентироваться на рационалистические функции мозга. Это вызвало сдвиг в моей архитектуре. Мои здания стали закапываться в землю и в область подсознательного».
Этот период поисков Айзенмана можно обозначить как деконструктивистский, несмотря на то, что сам архитектор всячески отказывается от каких-либо чётких определений. Сам себя он в разные периоды провозглашал постфункционалистом, постмодернистом, деконструктивистом. Такое отсутствие чёткой позиции — и есть позиция Айзенмана, последовательно уклончивая и непоследовательно деструктивная. Он считает, что человек волен выбирать из всего многообразия, предлагаемого этим миром, без каких-либо ограничений, всё, что покажется лично ему близким в данный момент, что вызывает резонанс, заставляет задуматься о себе.
Работая как деконструктивист, Айзенман в первую очередь исследует архитектуру как идею, а основными источниками вдохновения для него являются тексты Жака Деррида и психоанализ. Совместно с Дерридой он создал проект «Хоральное произведение», включающий в себя литературный и архитектурный дискурс. При этом Деррида выступил в качестве дизайнера, а Айзенман — как литератор. Это были две параллельные работы, которые были одновременно и независимы друг от друга, и находились в тесной связи между собой. В результате возник образец многоголосой, многоязыкой «архитектуры-полиглота». «Словесный дизайн» включает в себя хореографию, музыку, пение, ритмические эксперименты.
По мнению Айзенмана, архитектура должна быть критична, она не должна удовлетворять нужды заказчика и решать его проблемы, напротив, — архитектура ставит проблемы. В соответствии с этой концепцией, Айзенман выстраивает не только теории, но и реальные сооружения, часто шокируя заказчика. Например, в проекте «Гордиола Хаус» он заявил заказчику, что согласно его теории, окна дома не должны выходить на океан (о чём так мечтал заказчик); в «Векснер-центре», предназначенном для экспозиции работ художников, очень трудно повесить на стену картину (хотя бы потому, что стен как таковых нет). Здание заставляет художников искать иные способы самовыражения, работать не с пустыми стенами, а с весьма не простым контекстом.
Все исследования Айзенман декларирует в своих текстах. Понять его архитектуру в отрыве от теории очень сложно, из-за чего Чарльз Дженкс причисляет его к модернистам, заставляющим мир подстраиваться под их идеи. Однако сам Айзенман утверждает, что в данном случае это не абстрактные идеи, но то, что всегда было заложено в самой архитектуре, однако до сих пор было скрыто. Задача архитектора — вскрыть то, что было подавлено, помочь выразиться тому, что считалось нефункциональным, бессмысленным и т. д. «Если между супружескими кроватями есть щель, — говорит Айзенман, — в которую можно провалиться — это меня не заботит. Если в семье есть ребёнок — это меня не волнует, если оказывается, что из обеденного стола в столовой выпирает столб — мне на это наплевать, если люди не могут увидеть из своего дома океан через окно — ну и пусть».
Чтобы избавиться от предрассудков традиции, он использует метод «чтения в пробелах», который во многом совпадает с постмодернистской концепцией «складки» (Жиль Делёз. Складка: Лейбниц и барокко. 1988). По его мнению, традиционные оппозиции между структурой и орнаментом (декорацией), абстрактным и фигуративным, формой и функцией могут быть упразднены. Архитектура может начать объясняться «между» этими категориями (не порывая с ними окончательно).

### Кризис осени 1988 года
Начиная с 1990-х годов, П. Айзенман окончательно отказывается от деконструктивистского дискурса и переключает свои поиски в область нелинейной архитектуры. В качестве переломного момента можно обозначить кризис осени 1988 года, когда Айзенман окончательно осознал «смерть деконструктивизма» (чему способствовала организованная при поддержке Филипа Джонсона знаменитая выставка «Деконструктивистская архитектура» в нью-йоркском Музее современного искусства) и перед ним встал вопрос: «А что же дальше?». Новое вдохновение пришло со стороны современных открытий в науке, идеи самоорганизующихся органических структур, теории складки Ж. Делёза, теории фракталов.

## Постройки и проекты

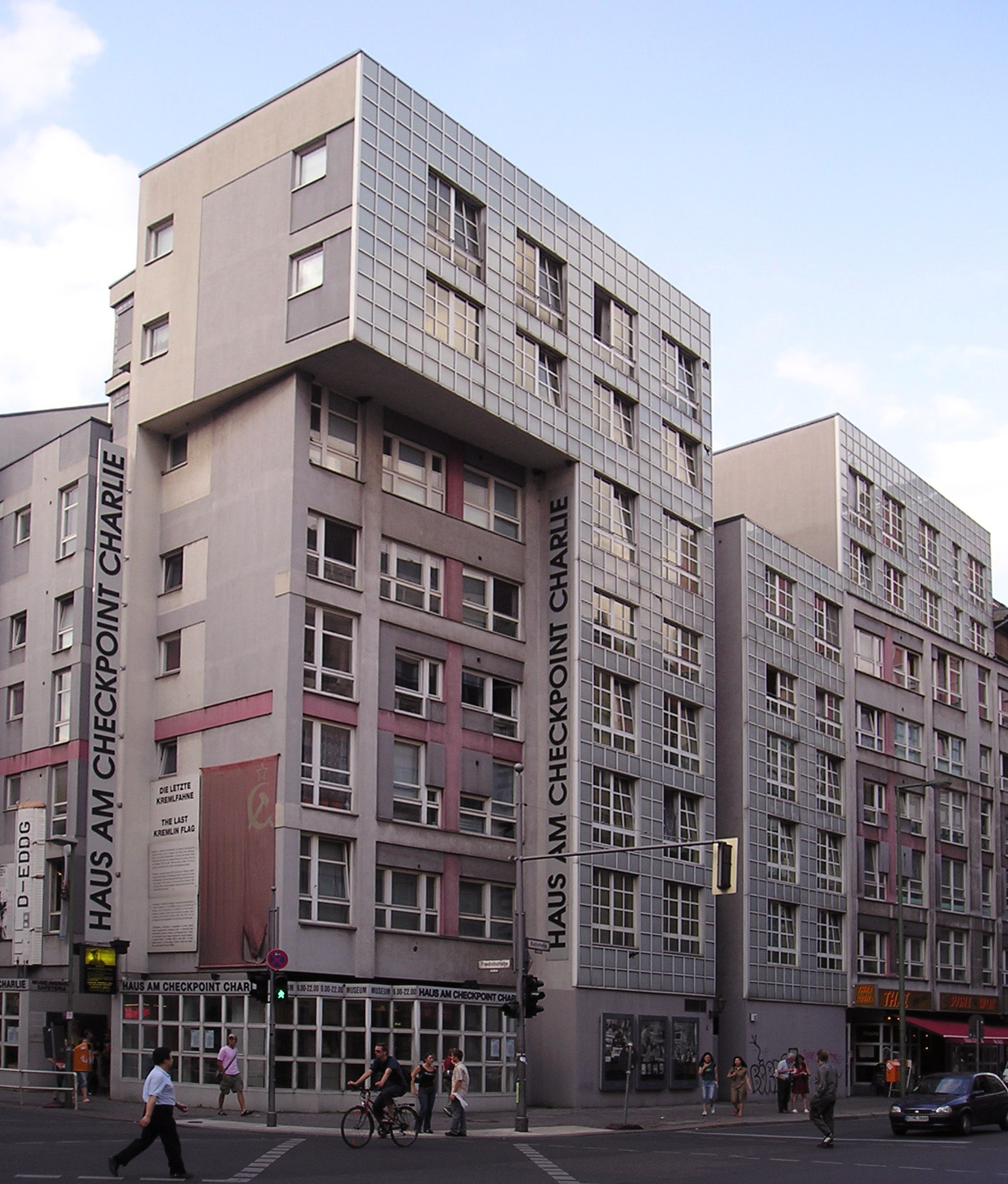
Берлин, здание международного выставочного центра (1981)

- Дом II (House II), Хардвик, Вермонт, 1969—1970
- Дом IV (англ. House IV), Фолз-Виллидж, Коннектикут, 1971
- Дом VI (англ. House VI) /он же Дом Фрэнка (Frank house)/, Корнуолл, Коннектикут, 1972—1975
- Дом Икс (House X), Блумфилд-Хиллс, Мичиган, 1975
- Городская площадь в районе Каннареджо, Венеция, Италия, 1978
- Социальное жильё, программа IBA (IBA Social Housing), Берлин, Германия, 1981—1985
- Пожарное депо в Нью-Йорке, Бруклин, Нью-Йорк, 1983—1985
- Fin d’ou T Hou S, 1983
- Центр визуальных искусств Векснера (англ. Wexner Center for the Visual Arts), Государственный университет Огайо, Коламбус, Огайо, 1983—1989
- Летящие стрелы, эрос и прочие ошибки (Moving Arrows, Eros and other Errors), Верона, Италия, 1985
- Университетский музей (University Art Museum), Лонг Бич, Калифорния, 1986
- Биоцентр (Biocentrum), Франкфурт-на-Майне, Германия, 1986
- Ла-Виллет, Париж, Франция, 1986
- Исследовательский институт Карнеги Меллон (Carnegie Mellon Research Institute), Питсбург, Пенсильвания, 1987—1989
- Гордиола-хаус (Guardiola House), Кадиз, Испания, 1988
- Ароноф центр дизайна и искусств (англ. Aronoff Center for Design and Art), Цинциннати, Огайо, 1988—1996
- Баньолес-отель (Banyoles Olympic Hotel), Баньолес, Испания, 1989
- Офис компании Нунотани (Nunotani Corporation), Токио, Япония, 1990—1992
- Коламбус-центр (англ. Greater Columbus Convention Center), Коламбус, Огайо, 1990—1993
- Рибсток (Rebstockpark master plan), Франкфурт, Германия, 1990—1991
- Офисное здание Альтека (Alteka Office Building), Токио, Япония, 1991
- Макс Рейнхард-хаус (Max Reinhardt Haus), Берлин, Германия, 1992
- Иммендорф-хаус (Haus Immendorff), Дюссельдорф, Германия, 1993
- Церковь 2000 (Church of the Year 2000), Рим, Италия, 1996

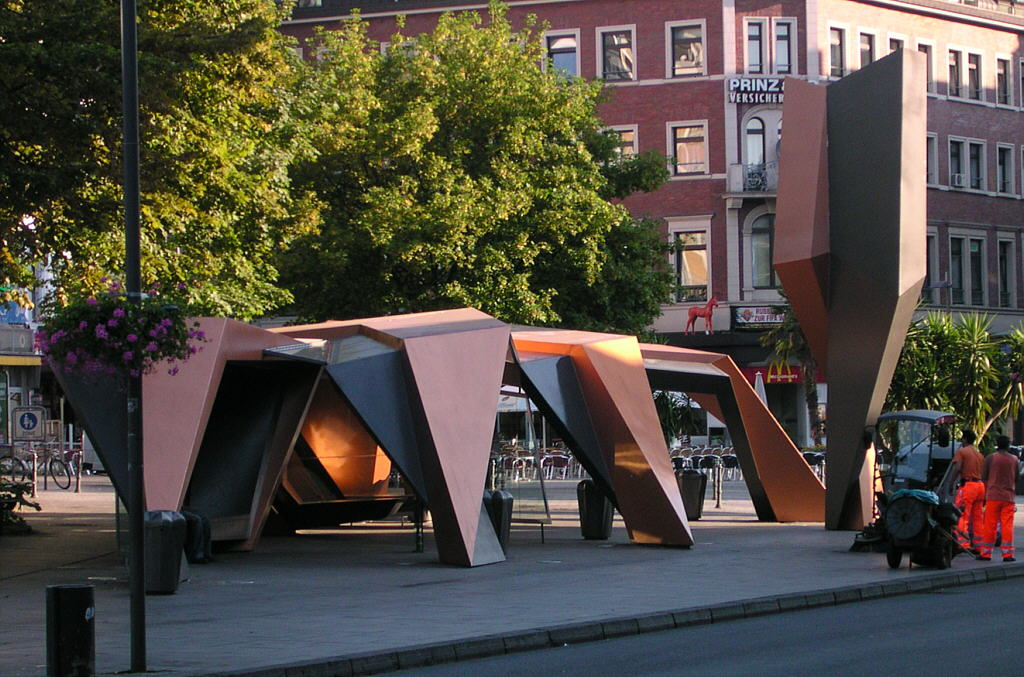
Аахен, автобусная остановка на Friedrich-Wilhelm-Platz (1996)

- Виртуальный дом (Virtual House), конкурс идей, 1996
- Университетская библиотека (Bibliotheque de L’IUHEI), Женева, Швейцария, 1996—1997
- Статен-Айлендский институт искусств и естественных наук (Staten Island Institute for Arts and Sciences), Статен-Айленд, Нью-Йорк, 1997—2001
- Концертный зал в Брюгге, Бельгия, 1998—1999
- Расширение стадиона Рейзорбэк (Razorback Stadium Expansion), Файетвиль, Арканзас, 1998—1999
- Галисийский город культуры (исп. Ciudad de la Cultura de Galicia), Культурный центр в Сантьяго-де-Компостела, Галисия, Испания, 1999 — наст. время
- Башня на р. Шпрее (Spree Dreieck Tower), Берлин, Германия, 2000-наст.время
- Проект башни FSM (FSM East River Project), Нью-Йорк, 2001
- Стадион в Мюнхене (Neues Fussball Stadion in Munchen), Мюнхен, Германия, 2001
- Мемориал жертв Холокоста в Берлине (англ. Memorial to the Murdered Jews of Europe), Берлин, Германия, 2005
- Стадион университета Финикса (англ. University of Phoenix Stadium), Глендейл, Аризона, 2006

## Награды
2007

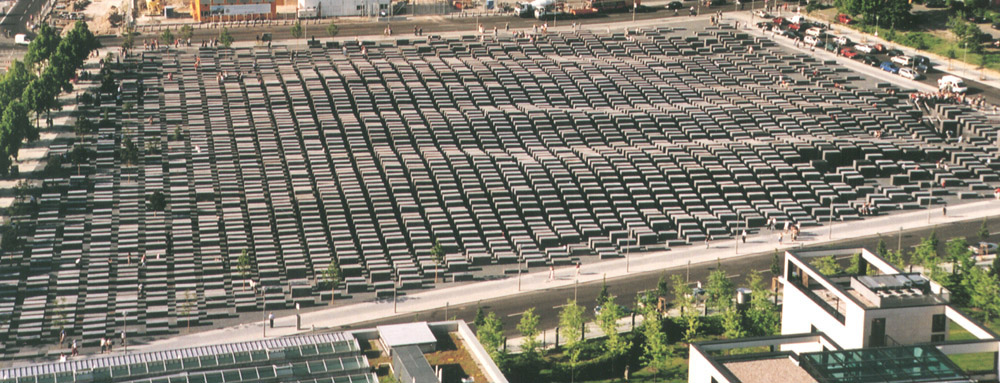
Мемориал жертв Холокоста в Берлине — вид сверху

- American Institute of Architects, National Honor Award for Design
- Memorial to the Murdered Jews of Europe, Berlin

2006
- Golden Cube for Architectural Achievement, Architecture Annale, Naples, Italy
- Berlin Architectural Prize, Distinction
- Memorial to the Murdered Jews of Europe
- International Fellowship from the Royal Institute of British Architects
- Honorary Doctor of Fine Arts, Syracuse University, Syracuse, New York

2005
- American Institute of Architects, New York Chapter, Honor Award
- Memorial to the Murdered Jews of Europe, Berlin

2010
- Премия Вольфа[11] в области искусства